# Google Code Jam
La Google Code Jam è una competizione di programmazione gestita Google. La competizione è nata nel 2003 per trovare giovani talenti da inserire nell'azienda. La competizione consiste in degli esercizi di carattere algoritmico da risolvere in un tempo limite e con determinati vincoli.
A partire dal 2015, Google tiene anche le Distributed Code Jam, specializzate negli algoritmi distribuiti. Il primo premio consiste in $15,000 .

## Vincitori delle precedenti edizioni delle Google Code Jam
| Anno | Sede delle finali | Primo posto         | Secondo posto       | Terzo posto        |
| ---- | ----------------- | ------------------- | ------------------- | ------------------ |
| 2018 |                   | Gennady Korotkevich |                     |                    |
| 2017 | Dublino           | Gennady Korotkevich | Konstantin Semenov  | Vladislav Epifanov |
| 2016 | New York          | Gennady Korotkevich | Kevin Atienza       | Egor Kulikov       |
| 2015 | Seattle           | Gennady Korotkevich | Makoto Soejima      | Bruce Merry        |
| 2014 | Los Angeles       | Gennady Korotkevich | Evgeny Kapun        | Yuzhou Gu          |
| 2013 | Londra            | Ivan Metelsky       | Vasil Bileckiy      | Vladislav Isenbaev |
| 2012 | New York          | Jakub Pachocki      | Neal Wu             | Michal Forišek     |
| 2011 | Tokyo             | Makoto Soejima      | Ivan Metelsky       | Jakub Pachocki     |
| 2010 | Dublino           | Egor Kulikov        | Erik-Jan Krijgsman  | Sergey Kopeliovich |
| 2009 | Mountain View     | Tiancheng Lou       | Zichao Qi           | Yoichi Iwata       |
| 2008 | Mountain View     | Tiancheng Lou       | Zeyuan Zhu          | Bruce Merry        |
| 2006 | New York          | Petr Mitrichev      | Ying Wang           | Andrey Stankevich  |
| 2005 | Mountain View     | Marek Cygan         | Erik-Jan Krijgsman  | Petr Mitrichev     |
| 2004 | Mountain View     | Sergio Sancho       | Po Ruh Loh          | Reid Barton        |
| 2003 | Mountain View     | Jimmy Mårdell       | Christopher Hendrie | Eugene Vasilchenko |

## Struttura della competizione

Struttura della competizione (2018). I numeri denotano quante persone avanzano al prossimo round. I colori indicano il tipo di round: il giallo indica che il partecipante esegue il suo codice localmente e sottomette codice sorgente e risultati, il blu indica che Google esegue il codice sorgente in un ambiente distribuito.

Le Google Code Jam consistono di un Qualification Round, tre Round svolti online e di una finale svolta in un luogo unico per tutti. Ad ogni round ed alla finale si accede per selezione sulla fase precedente. Le Distributed Code Jam si "dividono" dalla competizione principale.